# Койта, Бенгали-Фоде
Бенгали-Фоде Койта (англ. и фр. Bengali-Fodé Koita; род. 21 октября 1990, Антони[…]) — гвинейский и французский футболист, нападающий клуба «Сивасспор» и сборной Гвинеи.

## Клубная карьера
Койта — воспитанник французского клуба «Монпелье». 16 января 2009 года в матче против «Амьена» он дебютировал в Лиге 2. По итогам сезона клуб вышел в элиту. 13 марта 2010 года в матче против «Осера» он дебютировал в Лиге 1. В начале 2012 года для получения игровой практики Койта на правах аренды перешёл в «Ланс». 4 февраля в матче против «Амьена» он дебютировал за новый клуб. 2 марта в поединке против «Лаваля» Бенгали забил свой первый гол за «Ланс».
Летом 2012 года Койта был арендован «Гавром». 17 сентября в матче против «Анже» он дебютировал за новую команду. 9 ноября в поединке против «Клермона» Бенгали забил свой первый гол за «Гавр».
Летом 2013 года Койта перешёл в «Кан». 2 сентября в матче против «Меца» он дебютировал за новую команду. 18 октября в поединке против «Шатору» Бенгали забил свой первый гол за «Кан». Летом 2015 года Койта перешёл в английский «Блэкберн Роверс». 8 августа в матче против «Вулверхэмптон Уондерерс» он дебютировал в Чемпионшипе.
В начале 2016 года Койта перешёл в турецкий «Касымпаша». 20 февраля в матче против "Эскишехирспор"а он дебютировал в турецкой Суперлиге. 15 мая в поединке против «Мерсин Идманюрду» Бенгали забил свой первый гол за «Касымпаша». 21 сентября 2020 года он был выведен из состава клуба.
Летом 2021 года Койта подписал контракт с клубом «Трабзонспор». 23 августа в матче против «Сивасспора» он дебютировал за новую команду. По итогам сезона Койта помог клубу выиграть чемпионат страны.

## Международная карьера
После двух матчей за молодёжную сборную Франции Койта объявляет о своём желании выступать за национальную сборную Гвинеи. Он попал в расширенный список сборной Гвинеи тренером Луисом Фернандесом в мае 2015 года на отборочные матчи Кубка африканских наций 2017, но не попал в окончательную заявку.
11 июня 2019 года в товарищеском матче против сборной Бенина Койта дебютировал за сборную Гвинеи. В том же году Бенгали принял участие в Кубке Африки в Египте. На турнире он сыграл в матче против сборной Мадагаскара, Нигерии и Алжира. Всего за сборную Койта сыграл 4 матча.

## Достижения
Клубные
 «Трабзонспор»
- Чемпион Турции — 2021/2022
- Обладатель Суперкубок Турции: 2022